# Biankouma
Biankouma är en ort i Elfenbenskusten. Den ligger i distriktet Montagnes i den västra delen av landet, 280 km väster om huvudstaden Yamoussoukro. Folkmängden uppgick till cirka 18 000 invånare vid folkräkningen 2014.